# سانتی گوچی
 سانتی گوچی (انگلیسی: Santi Gucci؛ ۱۵۳۰ – ۱۶۰۰) یک مجسمه‌ساز، و معمار اهل لهستان بود.

## نگارخانه

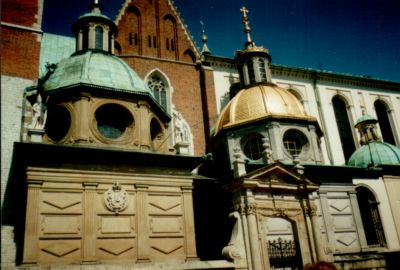
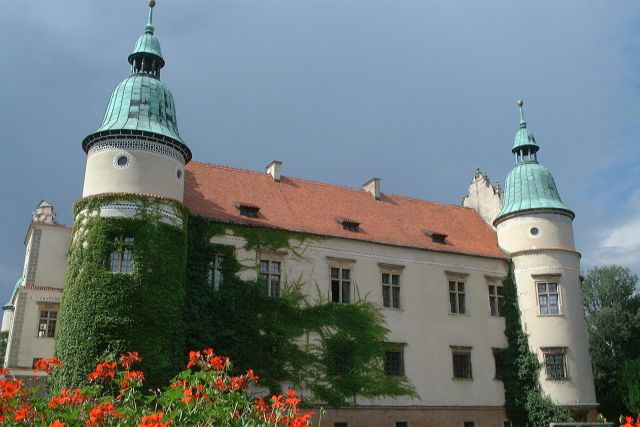
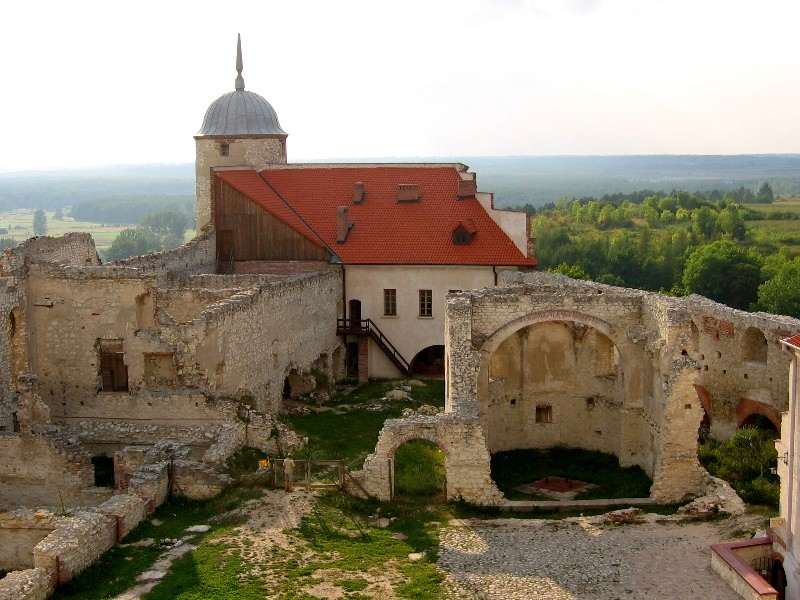
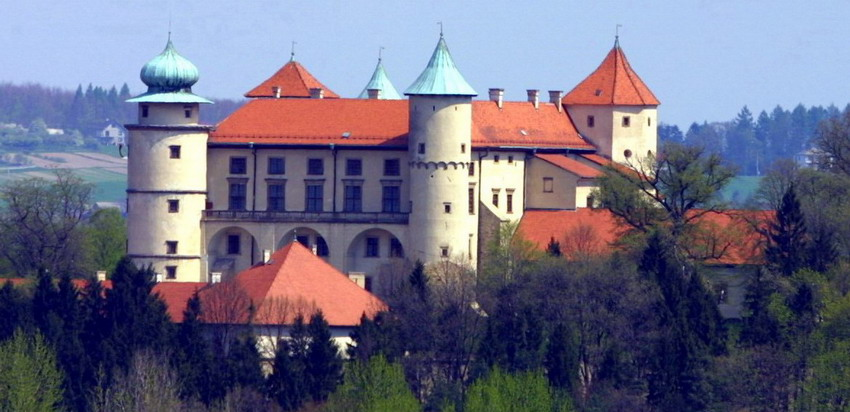